# RIA Novosti
Die Russische Agentur für internationale Informationen RIA Novosti (russisch РИА Новости; deutsche Transkription RIA Nowosti) ist eine staatliche Nachrichtenagentur in Russland. 
RIA ging 1961 aus dem Sowjetischen Informationsbüro hervor und hatte ihren Sitz als eine der größten staatlichen Nachrichtenagenturen der Sowjetunion in Moskau. Ab Ende 2013 wurde RIA Novosti im Zuge einer dreimonatigen Umstrukturierung neben dem Auslandshörfunk Stimme Russlands in das Staatsunternehmen Rossija Sewodnja überführt.

## Unternehmen
Der Schwerpunkt der Berichterstattung liegt auf Nachrichten aus Russland und den übrigen GUS-Ländern. Die Agentur verbreitet zudem offizielle Verlautbarungen der russischen Regierung, von Ministerien und Dienststellen sowie von gesellschaftlichen Organisationen. Mit Rücksicht auf ihre internationalen Kunden und ihre Glaubwürdigkeit hatte sich RIA um ausgewogene Berichterstattung bemüht und bot bis zu ihrer Umstrukturierung 2013/2014  auch „kontroversen Meinungen ein Forum“. Generaldirektorin war vom 24. Januar 2003 bis 9. Dezember 2013 Swetlana Wassiljewna Mironjuk.
Die Agentur wurde per Dekret im Dezember 2013 mit dem Auslandshörfunk Stimme Russlands zu einer neuen staatlichen Internationalen Nachrichtenagentur Rossija Sewodnja (Russland heute) zusammengeschlossen. Der Schwerpunkt von Rossija Sewodnja ist es, „an einer positiveren Wahrnehmung Russlands“ zu arbeiten. Der Name Ria Novosti sollte gemäß damaligen Angaben als Marke erhalten bleiben. Ausländische Websites von RIA Novosti leiten jedoch seit Ende 2014 auf das neu gegründete Nachrichtenportal Sputnik weiter.
Die Agentur hat ein weit verzweigtes Korrespondentennetz in der Russischen Föderation, der Gemeinschaft Unabhängiger Staaten und in mehr als vierzig anderen Ländern. Täglich verbreitet sie im Internet und über elektronische Nachrichtenmittel gesellschaftspolitische, wirtschaftliche, wissenschaftliche und Informationen aus der Finanzwelt in russischer sowie in sechs europäischen Sprachen (Englisch, Deutsch, Französisch, Portugiesisch, Spanisch, Serbisch), aber auch in Persisch, Arabisch, Japanisch und Chinesisch.
RIA Novosti dient als Austragungsort für Presseveranstaltungen. Die Agentur verfügt über den landesweit größten Fotodienst und eine Foto-Datenbank mit mehr als 600.000 Bildern. Zur Zielgruppe der Agentur gehören ausländische Medien, Unternehmen, Investmentgesellschaften und Banken, Botschaften, Regierungs- und staatliche Organisationen sowie ein weiter Kreis von Interessenten.

## Geschichte

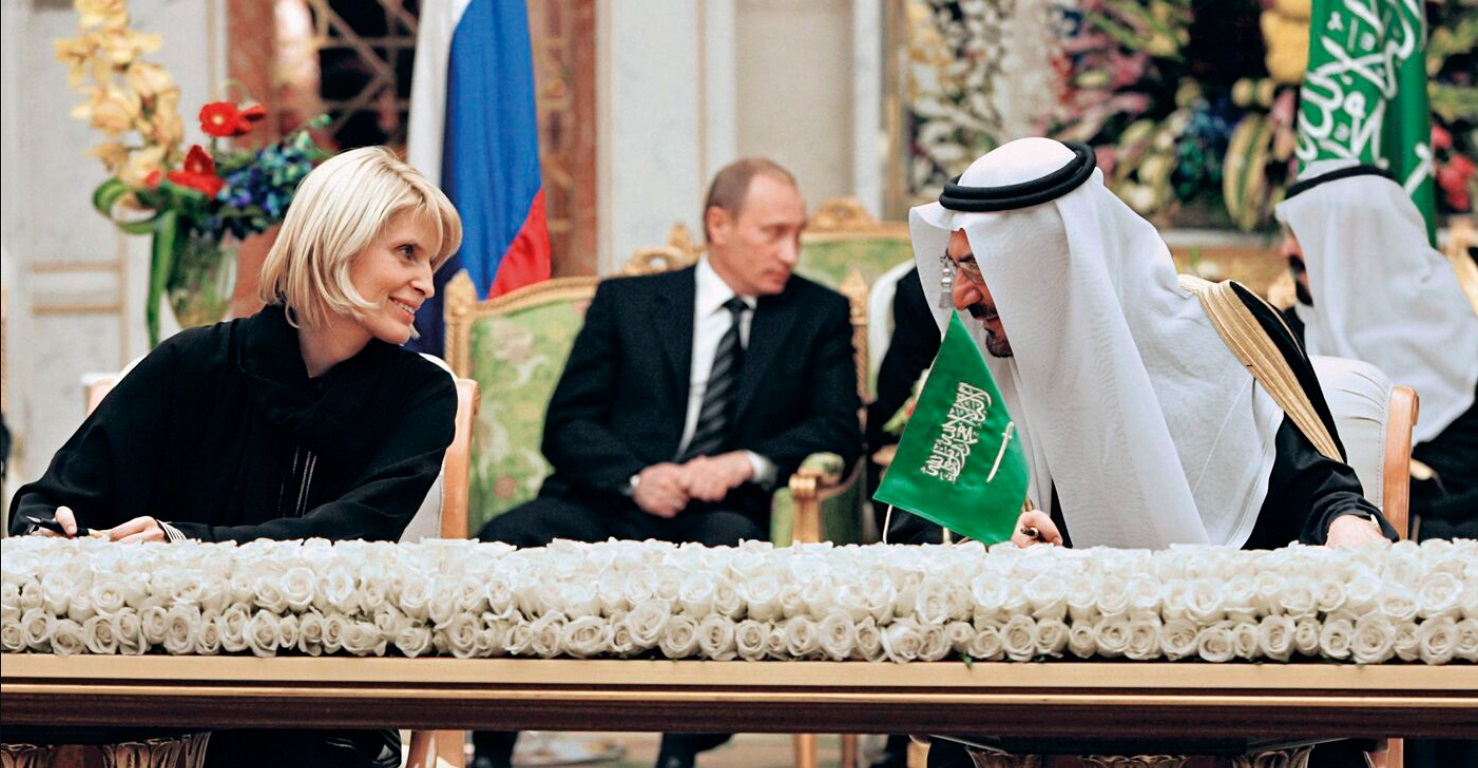
Chefredakteurin von RIA Novosti Swetlana Mironjuk mit Ayan Midani, dem Minister für Kultur und Information Saudi-Arabiens, 2007

1961 – während der Ära Chruschtschows – wurde das Sowinformbüro in die Presseagentur Novosti (kurz APN) umstrukturiert. Sie entwickelte sich zum führenden Informations- und Publizistikorgan der sowjetischen gesellschaftlichen Organisationen. Am 3. April 1961 wurde die Satzung der Agentur angenommen. Laut Satzung hatte die APN die Aufgabe, authentische Informationen über die Sowjetunion im Ausland zu verbreiten und die sowjetische Öffentlichkeit mit dem Leben der Völker anderer Länder bekannt zu machen. De facto war sie bis zur Perestroika ein Propagandainstrument im Kalten Krieg.
Die APN hatte Vertretungen in mehr als 120 Ländern. Sie gab 60 illustrierte Zeitungen und Zeitschriften in 45 Sprachen in einer Gesamtauflage von 4,3 Mio. Exemplaren heraus. In der Bundesrepublik Deutschland erschien die Monatszeitschrift „Sowjetunion heute“. Das Layout, Photos und ins Deutsch übersetzten Texte wurden aus Moskau in die Kölner Redaktion geschickt und da stilistisch verarbeitet. Die Zeitschrift selbst wurde in Remscheider Druckerei Loose-Durach gedruckt und den Abonnenten verschickt. Beim APN-Verlag erschienen über 200 Bücher und Broschüren mit einer Gesamtauflage von rund 20 Mio. Exemplaren im Jahr.
Im April 1983 schloss der Schweizer Bundesrat im Zuge der «Nowosti-Affäre» das Berner Büro von Novosti und verwies den sowjetischen Redaktionsleiter des Landes, weil zwei Schweizer Mitarbeiter von Novosti, Philippe Spillmann und Martin Schwander, als Organisatoren einer Friedensdemonstration aufgefallen waren. Das Büro in Genf wurde nicht geschlossen.
Am 27. Juli 1990 ging aus der APN die Nachrichtenagentur Novosti (IAN) hervor. IAN war in 120 Ländern der Welt vertreten und gab 13 illustrierte Zeitschriften und Zeitungen heraus. Im September 1991 wurde die IAN in Russische Nachrichtenagentur (RIA) Novosti umbenannt.
Von 1993 bis zu ihrer Auflösung Ende 2013 war die RIA Novosti eine staatliche Informations- und Analyseagentur. Sie war als solche Teil der staatlichen Medienholding WGTRK.
Am 10. August 2008 wurde der Webserver von RIA Novosti gehackt. An diesem Sonntag und am nachfolgenden Tag gab es viele Stunden praktisch keinen Zugang auf die Webseite der Nachrichtenagentur. Nach der Eskalation in Südossetien wurden auch viele georgische Webseiten angegriffen.
Über die Jahre hatte Swetlana Mironjuk, Chefredakteurin seit 2003, RIA Novosti in eine moderne und einflussreiche Agentur verwandelt, die auch liberale Journalisten beschäftigte. So gab es auf der Website Live-Reportagen von den Anti-Putin-Protesten im Jahr 2012 zu sehen.

### Umstrukturierung per Präsidentenerlass 2013
Am 9. Dezember 2013 unterzeichnete der russische Präsident Wladimir Putin den Erlass „Maßnahmen zur Verbesserung der Effektivität der Tätigkeit der Staatsmedien“ über die Auflösung von sowohl RIA Novosti als auch Russlands Auslandssender Stimme Russlands. An ihrer Stelle wurde eine neue staatliche Nachrichtenagentur mit dem Namen Internationale Nachrichtenagentur Rossija Sewodnja (Russland heute) gegründet. Diese Maßnahme wurde in Zusammenhang mit dem Versuch der russischen Regierung gesehen, die Berichterstattung über die olympischen Winterspiele im Februar 2014 in Sotschi in ihrem Sinne zu beeinflussen. Ungenannte Experten rätselten, ob Geldersparnis oder die Neuausrichtung der Selbstdarstellung Russlands angesichts zunehmender Spannungen mit dem Westen weitere Gründe für die Restrukturierung sind. Generaldirektor dieser neuen Staatsagentur wurde der Journalist Dmitri Kisseljow. Swetlana Mironjuk erklärte noch am Abend des 9. Dezember 2013 ihren Rücktritt als Generaldirektorin von RIA Novosti.

#### Kritik an der Umstrukturierung 2013
Die im Dezember 2013 verfügte Schließung von RIA Novosti als eigenständiger Agentur rief internationale Kritik von Medienexperten hervor.
Die Umstrukturierung der staatlichen russischen Medien wurde von Mascha Lipman, einer Mitarbeiterin des Moskauer Carnegie-Zentrums, als insgesamt nachteilig beurteilt, weil insbesondere RIA Novosti zuvor für das Bemühen bekannt gewesen sei, einen objektiven Standpunkt für die innerstaatliche und die außenpolitische Berichterstattung bezogen zu haben.
In einer gemeinsamen Erklärung verurteilten die Internationale und die Europäische Journalisten-Föderation den putinschen Erlass. IFJ-Präsident Jim Boumelha wies darauf hin, dass RIA Novosti um ausgewogene Berichterstattung bemüht gewesen sei und nun offenbar durch eine Agentur ersetzt werden solle, die „Teil von Putins Propaganda-Apparat“ sei. Dies bezeichnete er als eine für die der Pressefreiheit in Russland „tief beunruhigende Situation“. Die sich weltweit für Pressefreiheit einsetzende Organisation Committee to Protect Journalists bezeichnete in einem offenen Protestbrief vom März 2014 die Abwicklung von RIA Novosti als Beginn einer Serie von Maßnahmen Putins zur Einschränkung der Pressefreiheit.

### Überfall auf die Ukraine 2022
Im Zuge des russischen Überfalls auf die Ukraine 2022 veröffentlichten RIA Novosti und Sputnik am 26. Februar 2022 einen vorbereiteten Online-Kommentar, der mutmaßlich für den Fall eines Sieges vorgesehen war. Der Beitrag deutete verschiedene Arten eines auf die Ukraine und Belarus ausgedehnten Staatsgebietes an und polemisierte die Perspektive als Ende einer westlichen Vorherrschaft. Der Kommentar wurde nach kurzer Zeit wieder gelöscht, ist jedoch noch im Internet Archive zu finden.
Am 3. April 2022 veröffentlichte RIA Novosti den antiukrainischen Propagandaartikel Was Russland mit der Ukraine tun sollte, der der Ukraine ihr Existenzrecht abspricht und versucht den russischen Überfall auf die Ukraine zu legitimieren.

## Frühere Publikationen
- UdSSR in den 80er Jahren – Der Verteidigung des Friedens gilt unser Denken, unsere Politik, mit Vorwort von Konstantin Ustinowitsch Tschernenko, Verlag der Presseagentur Nowosti,  1985, 0802010100.